# Ифит (Аргос)
Вижте пояснителната страница за други значения на Ифит.
Ифит (на старогръцки: Ἶφις, Iphis) в гръцката митология е цар на Аргос през 13 век пр.н.е.
Той е син на Алектор и брат на Капаней. Внук е на Анаксагор и така е член на династията на Анаксагоридите. Баща е на Етеокъл, на Евадна (или Ианеира) и на Астинома (или Лаодика).
Ифит управлява Аргос заедно с Адраст и Амфиарай. Той издава на Адраст, как е успял да накара Амфиарай, да участва в похода Седемте срещу Тива. Той трябвало само да даде на съпругата на Амфиарай Ерифила колана на Хармония, след което тя убеждава своя съпруг.
Ифит надживява всичките си деца и затова след неговата смърт на трона на Аргос го наследява Стенел, син на неговата дъщеря Евадна и брат му Капаней.